# Yusei Ogasawara
Yusei Ogasawara (født 6. april 1988) er en tidligere japansk fodboldspiller.
Han har spillet for flere forskellige klubber i sin karriere, herunder Ehime FC og V-Varen Nagasaki.